# Château de Regagnac
Le château de Regagnac est situé sur la commune de Montferrand-du-Périgord, dans le département de la Dordogne.

## Historique
Ancien repaire noble construit au XIIIe siècle par la famille de Regagnac, il fut reconstruit au XVIe siècle par le maréchal de Biron comme résidence de chasse.
Il passa ensuite successivement aux Vitrac, Vaquier de Regagnac, Davoust en 1881 et aux Boysson en 1926.